# İstanbul Plak
İstanbul Plak is een Turks platenlabel dat werd opgericht in 1963 te Istanboel. De eigenaren zijn Mustafa Söğütoğlu en Mehmet Söğütoğlu. De bekendste artiest die via İstanbul Plak enkele albums heeft gepubliceerd is Tarkan.

## Bekende artiesten
İstanbul Plak heeft één of meerdere albums van de volgende artiesten op de markt gebracht:
- Ümit Davala
- Orhan Gencebay
- Zeki Müren
- Ajda Pekkan
- Tarkan
- Teoman